# Mxmtoon
Mxmtoon, pseudonimo di Maia Xiao-En Moredock-Ting (Oakland, 9 luglio 2000), è una cantante statunitense.

## Biografia
Nata a Oakland, è salita alla ribalta grazie al singolo Falling for U, una collaborazione incisa nel 2017 con Peachy!, che per aver venduto oltre 500 000 unità a livello nazionale ha ricevuto la certificazione d'oro dalla Recording Industry Association of America; lo stesso esito è stato ottenuto in suolo neozelandese, dove ha superato le 15 000 unità.
Il suo primo album in studio The Masquerade, pubblicato il 17 settembre 2019, è stato promosso da una tournée tra America del Nord e Europa che ha tenuto l'artista occupata fino a dicembre 2019. L'estratto Prom Dress è stato certificato platino dalla RIAA e oro dalla Recorded Music NZ.
L'anno seguente è stata presentata la raccolta Dawn & Dusk, costituita dalle tracce degli EP Dawn e Dusk. Con il fine di promuovere il progetto l'artista ha annunciato un tour estivo in Nord America, poi cancellato a causa della pandemia di COVID-19.
Nel 2021 si è esibita al Lollapalooza e ha conseguito una nomination a un Hollywood Music in Media Award per mezzo di In the Darkness.

## Discografia

### Album in studio
- 2019 – The Masquerade
- 2022 – Rising
- 2024 – Liminal Space

### EP
- 2018 – Plum Blossom
- 2019 – Plum Blossom (The Edits)
- 2019 – The Masquerade (The Edits)
- 2020 – Dawn
- 2020 – Dawn (The Edits)
- 2020 – Dusk
- 2021 – Dusk (The Edits)
- 2021 – True Colors

### Raccolte
- 2020 – Dawn & Dusk
- 2023 – Plum Blossom (Revisited)

### Singoli
- 2017 – 1-800-Dateme
- 2017 – Falling for U (con Peachy!)
- 2017 – Please Don't
- 2017 – The Idea of You
- 2017 – Cliché
- 2017 – The Sideline
- 2017 – Hong Kong
- 2017 – Feelings Are Fatal
- 2017 – Stuck
- 2017 – Birdie
- 2018 – Temporary Nothing
- 2018 – Don't Play Your Card
- 2018 – I Feel like Chet
- 2018 – Porcelain
- 2019 – My Way
- 2019 – Prom Dress
- 2020 – Fever Dream
- 2020 – Quiet Motions
- 2020 – Walk but in a Garden (con LLusion)
- 2020 – OK on Your Own (feat. Carly Rae Jepsen)
- 2021 – Queen (con G Flip)
- 2021 – Creep
- 2022 – Mona Lisa
- 2022 – Sad Disco
- 2022 – Victim of Nostalgia
- 2022 – Coming of Age
- 2022 – Kaleidoscope
- 2023 – Nobody Loves Me (con Ricky Montgomery e Cavetown)
- 2024 – Back from the Dead (con Lyn Lapid)
- 2024 – Post-Post Apocalyptic Dance Party
- 2024 – I Hate Texas
- 2024 – The Situation (feat. Kero Kero Bonito)
- 2024 – Rain

## Tournée
- 2019 – Plum Blossom Tour
- 2019 – The Masquerade Tour
- 2022 – Rising (The Tour)
- 2023 – Plum Blossom (Revisited) Tour